# HD 121336
HD 121336，又名CP-53 5805，SAO 241309、HR 5234，是一颗恒星，视星等为6.14，位于銀經312.44，銀緯7.54，其B1900.0坐标为赤經13h 49m 46.1s，赤緯-53° 7.54′ 28″。